# Владимировка (Славгородський округ)
Влади́мировка (рос. Владимировка) — село у складі Славгородського округу Алтайського краю, Росія.

## Населення
Населення — 73 особи (2010; 119 у 2002).
Національний склад (станом на 2002 рік):
- росіяни — 56 %
- німці — 36 %